# 芿浦站
芿浦站（韓語：잉포역）是朝鮮民主主義人民共和國平安南道北仓郡的一個鐵路車站，属于芿浦線。

## 邻近车站
芿浦線
鳩峴站 - 芿浦站